# Auckland Grammar School
L'Auckland Grammar School è una scuola pubblica secondaria per soli ragazzi a Auckland, Nuova Zelanda. L'insegnamento va ai ragazzi dai 13 ai 18 anni. La scuola ammette un numero limitato di studenti, che vivono in un edificio adiacente alla scuola. È una delle più grandi scuole della Nuova Zelanda.